# 訊威科技
訊威科技集團有限公司，（英語：I-Comm Technology Limited），簡稱I-Comm Technology、訊威科技、訊威科技集團，以及I-Comm，在2000年由萬威國際有限公司分拆從事資訊科技製造、銷售及貿易。
其股份當時自2000年1月25日在新加坡交易所主板上市。主要銷售及工廠地區包括中國、日本、歐美、澳大利亞等國家。最後由於在新加坡投資者薄弱，於是被母公司進行私有化成功後，已在2003年撤銷上市。

## 連結
- IDTHK.com （页面存档备份，存于）
- OregonScientific.com （页面存档备份，存于）